# Indové
Pojem Indové je souhrnný název pro četné národnosti a národy žijící v Indii a dalších zemích. Odhaduje se, že na Zemi žije asi 1 200 000 000 Indů, celkově tvoří asi 17% světové populace.

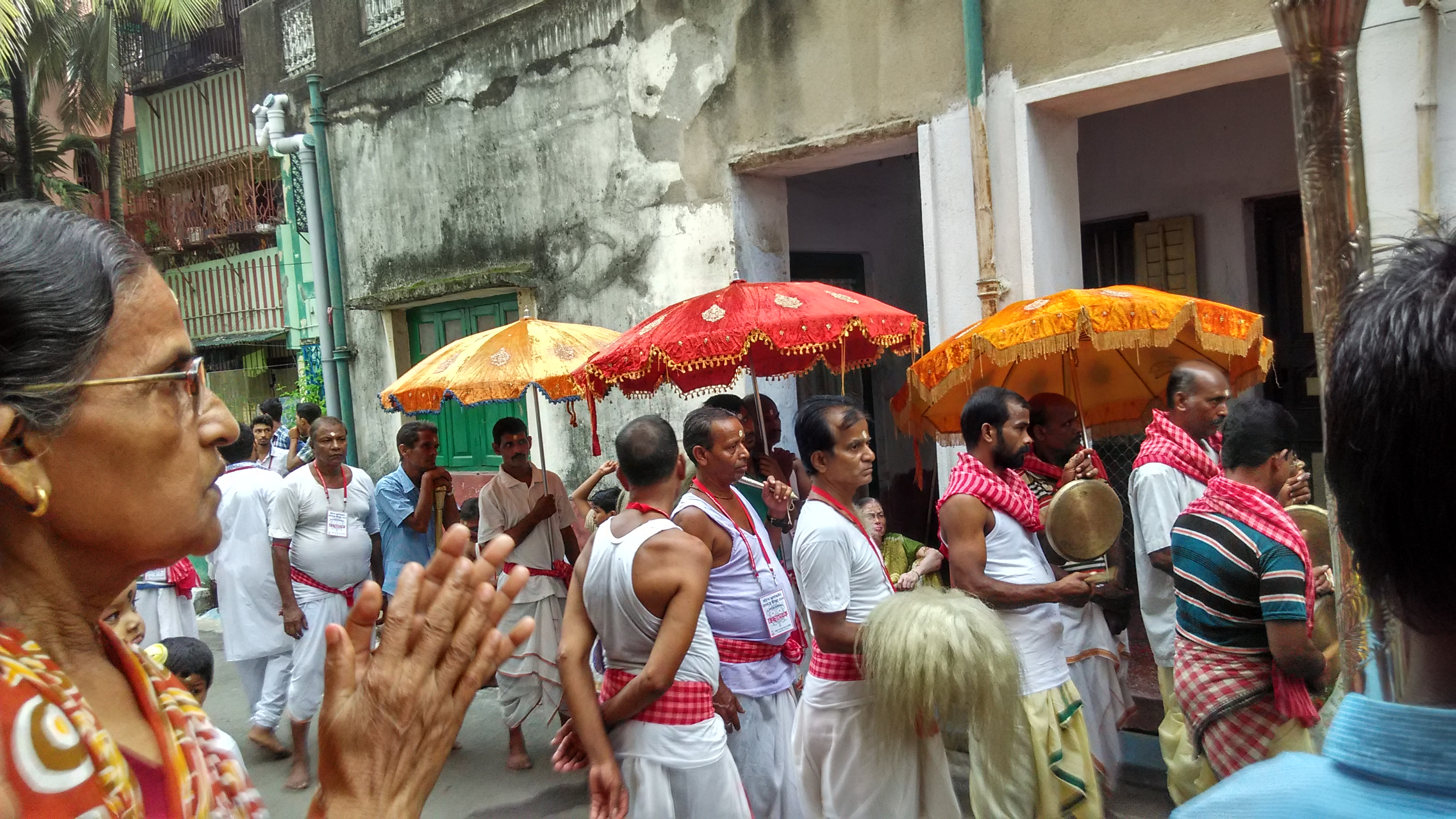
Lidé - věřící v Kalkatě

Historický začátek indických národů a národností se obecně spojuje se vznikem a rozvojem harappské kultury ve 3. tisíciletí př. n. l.. Další rozvoj této původní indické kultury byl zastaven vpádem Árjů (Indoárijců) ze severozápadní Asie, kteří se od poloviny 2. tisíciletí př. n. l. stali nositeli dalšího vývoje kultury a společnosti (vznik véd a hinduismu).
Typičtí Indové jsou podle moderních genetických výzkumů směsí dvou populací – Indové severního původu (Ancestral North Indians) a Indové jižního původu (Ancestral South Indians), jejichž zastoupení se liší geograficky, ale také v rámci sociálních vrstev. Indové severního původu žijí především na severu v Indoganžské nížině, ale jsou také častěji zastoupení ve vyšších a středních kastách. Indové jižního původu žijí především v jižní Indii a jsou více zastoupeni mezi nižšími kastami, nedotknutelnými a některými kmeny. Indové severního původu mají společné předky s obyvateli Středního východu, Centrální Asie a Evropy, zatímco Indové jižního původu jsou dnes prakticky zcela smíšení s Indy severního původu a pouze malá část jich vytváří izolované kmeny Andamanců (Negritů) na Andamanech.
Kromě toho zde existují i početné mongoloidní skupiny (především Nishi a Ao Naga) příbuzné Číňanům žijící hlavně v severovýchodní Indii a Himálaji a dále pak "Siddi" pocházející z afrických Bantuských kmenů, kteří byli dovezeni portugalskými obchodníky jako otroci.

## Jazyky
Indové mluví jazyky náležejícími do čtyř jazykových rodin: Indoevropské jazyky, Drávidské jazyky, Sinotibetské jazyky a Austroasijské jazyky. Jsou zde i izoláty, např. nihalština. Indoevropskými (indoárijskými) jazyky se mluví v severní a centrální Indii, drávidskými na jihu, sinotibetskými (tibetobarmskými) mluví mongoloidé na východě a v Himálaji a austroasijskými mluví několik kmenů na jihovýchodě (např. Mundové, Santalové).

## Náboženství
Indie je sekulární demokracií a jsou zde zastoupena takřka všechna světová náboženství. Na jednu stranu mají v Indii jasnou převahu hinduisté, na druhou stranu v Indii žije třetí největší muslimská komunita na světě. Tato náboženská pestrost plodí mnoho nábožensky motivovaných násilností, vyprovokovaných všemi stranami. Jen během rozdělování Indie v době jejího získání nezávislosti padlo za oběť náboženským střetům až 2 milióny lidí a další milióny se musely vystěhovat ze svých domovů. Nábožensky motivované nepokoje přetrvávají do dneška. V roce 2002 proběhl v Gudžarátu muslimský pogrom, při kterém zahynulo nejméně 800 lidí. Pogromu předcházelo zapálení dvou vagónů s militantními hinduistickými aktivisty. Sikhové bojují za svůj vlastní nezávislý stát Chalistán (Země čistých). V roce 1984 skupina ozbrojených sikhských předáků obsadila Zlatý chrám v Amritsaru a následným bojům ve města padly za oběť stovky lidí.